# Vuollerim
Vuollerim est une localité de la commune de Jokkmokk dans le comté de Norrbotten, en Suède.
Sa population était de 640 habitants en 2010. 